# Bahrain i olympiska sommarspelen 1984
Bahrain deltog i de olympiska sommarspelen 1984 med en trupp bestående av 10 deltagare. Ingen av landets deltagare erövrade någon medalj.

## Modern femkamp
Herrarnas individuella tävling
- Saleh Sultan Faraj
- Abdul Rahman Jassim
- Nabeel Saleh Mubarak

Herrarnas lagtävling
- Saleh Sultan Faraj
- Abdul Rahman Jassim
- Nabeel Saleh Mubarak